# 印尼側帶小公魚
印尼側帶小公魚（学名：Stolephorus tri，又稱印尼小公鱼，俗名公鱼）為輻鰭魚綱鲱形目鳀科侧带小公鱼属的其中一種鱼类。

## 分布
印尼側帶小公鱼分布於東印度洋的暹羅灣及爪哇海等海域，包括菲律宾、印度尼西亚、马来半岛、中印半岛和印度以及南海等。该物种的模式产地在雅加达。

## 習性
印尼側帶小公鱼棲息深度可達50公尺，棲息在沿海，喜群游。

## 外形
本魚體延長，上頷突出，到達或超過前鰓蓋，上頜尖端附近縮進後凹，臀鰭短，臀鰭軟條17-18枚，體長可達9.5公分。

## 擴展閱讀
- 維基物種上的相關：印尼側帶小公魚